# Essaïd Belkalem
Essaïd Belkalem (født 1. januar 1989 i Mekla, Algeriet) er en algerisk fodboldspiller, som spiller for JS Kabylie i sit hjemland.

## Klubkarriere

### JS Kabylie
I 2008 blev Belkalem rykket op til klubbens senior førstehold. I 2009/10 sæsonen spillede Belkalem 20 kampe.
Efter at have spillet 83 ligakampe for klubben, og scoret fem ligamål, meldte han i februar 2013 ud, at han i sommerpausen ville skifte til en europæisk klub. Han kontrakt udløb også i sommerpausen.

### Granada CF
Den 1. juli 2013 skiftede Belkalem til Granada CF, eftersom hans kontrakt udløb med JS Kabylie. Belkalem skrev under på en 5-årig kontrakt.

### Udlån til Watford
Den 12. august 2013 skiftede Belkalem til Watford på en sæson-lang lejekontrakt, med mulighed for et permanent skifte. Den 28. august 2013 fik han sin debut for Watford i League Cup kampen imod Bournemouth, hvor han spillede alle 90 minutter.
Han fik sin liga debut den 14. september 2013 i et 1-1 opgør imod Charlton Athletic.

### Watford
Watford udnyttede mugliheden for at købe Belkalem, da det var en del af hans lejekontrakt.

## Landshold
Belkalem fik sin debut for Algeriet den 9. september 2012, i en Africa Cup of Nations 2013 kvalifikationskamp imod Libyen, hvor han spillede alle minutter i 1-0 sejren til Algeriet.